# Răchitova
Răchitova è un comune della Romania di 1 360 abitanti, ubicato nel distretto di Hunedoara, nella regione storica della Transilvania.
Il comune è formato dall'unione di 7 villaggi: Boița, Ciula Mare, Ciula Mică, Gotești, Mesteacăn, Răchitova, Vălioara.